# Ionnah Douillet
Ionnah Eliane Douillet (* 28. November 2007) ist eine beninische Schwimmsportlerin.

## Laufbahn
Für das westafrikanische Land Benin nahm Douillet als Teil einer fünfköpfigen Delegation an den Olympischen Sommerspielen 2024 teil. Bei den Spielen in Paris trat sie über einen Universalstartplatz im Freistil in der Paris La Défense Arena über die 50-m-Distanz an. Dabei schied sie in Vorlauf 5 mit einer Zeit von 27,64 s aus.
Zu ihren früheren Wettbewerbsteilnahmen gehören u. a. die 15th African Junior Championships 2023, bei denen sie das Finale der 100 m Freistil erreichte.